# Dautha
Dautha (Altnorwegische Sprache für Tod) ist eine 2014 gegründete Epic-Doom-Band.

## Geschichte
Dautha entstand im Jahr 2014 aus den beiden schwedischen Bands Griftegård, die sich 2015 auflösten, und Wardenclyffe. Griftegårds Gitarrist Ola Blomkvist, spielte mit dem Schlagzeuger Micael Zetterberg und dem Bassisten Emil Åström in Wardenclyffe und Blomkvist, Zetterberg und Åström pflegten zuvor eine lange Freundschaft. Gitarrist Erik Öquist von Projectu und Sänger Lars Palmqvist von Scar Symmetry kamen als Arbeitskollegen des als Umzugshelfers arbeitenden Gitarristen Blomkvist in die Band. In der Besetzung veröffentlichte Dautha 2016 das Demo Den förste im Selbstverlag und 2018 das Debütalbum Brethren of the Black Soil über Ván Records. Auftritte blieben nach der Veröffentlichung des Debüts aufgrund des Privatlebens der Musiker aus. Blomkvist räumte allerdings ein die Option zukünftig in Erwägung zu ziehen.
Das Debüt wurde international ausgesprochen positiv aufgenommen. Ein vergleichbares Debüt gelänge „den wenigstens Bands“, Brethren of the Black Soil erweise sich als „Kandidat für das Album des Jahres“ und Dautha erobere damit „spielend die Spitze des Genres“ schrieb Stefan Wolfsbrunn für Metal.de bei der Höchstbewertung von 10 von 10 möglichen Punkten. Als „großartiges Album“ mit Einflüssen des schwedischen Doom Metal und Eigenständigkeit in einem Pfad aus „Hoffnung, Verzweiflung und Trauer“ lobte Eric Tinmouth-Poulin das Debüt für Metal Temple bei einer Bewertung von 8 von 10 möglichen Punkten. Gerade ein mehr an Eigenständigkeit und Modernität erhoffte sich Ferrous Beuller in einer für Angry Metal Guy verfassten Rezension für kommende Veröffentlichungen, räumte jedoch zugleich ein, dass er nicht aufhören könne, Brethren of the Black Soil zu hören, und das sei „wirklich die beste Empfehlung, die ein Rezensent geben“ könne. Beuller gab dem Album 3.5 von 5 möglichen Punkten. Weitere Rezensenten schwankten zwischen Höchstnoten und solchen knapp unterhalb der Bestbewertung. Nick Harkins vergab für Doom-Metal.com ebenso wie Boymester für Femforgacs und Carl Fisher für Games, Brrraaains & a Head-Banging Life 9 von 10 Punkten, Sara Sostini für Metalitalia 7 von 8 möglichen Wertungszählern.

## Inhalt

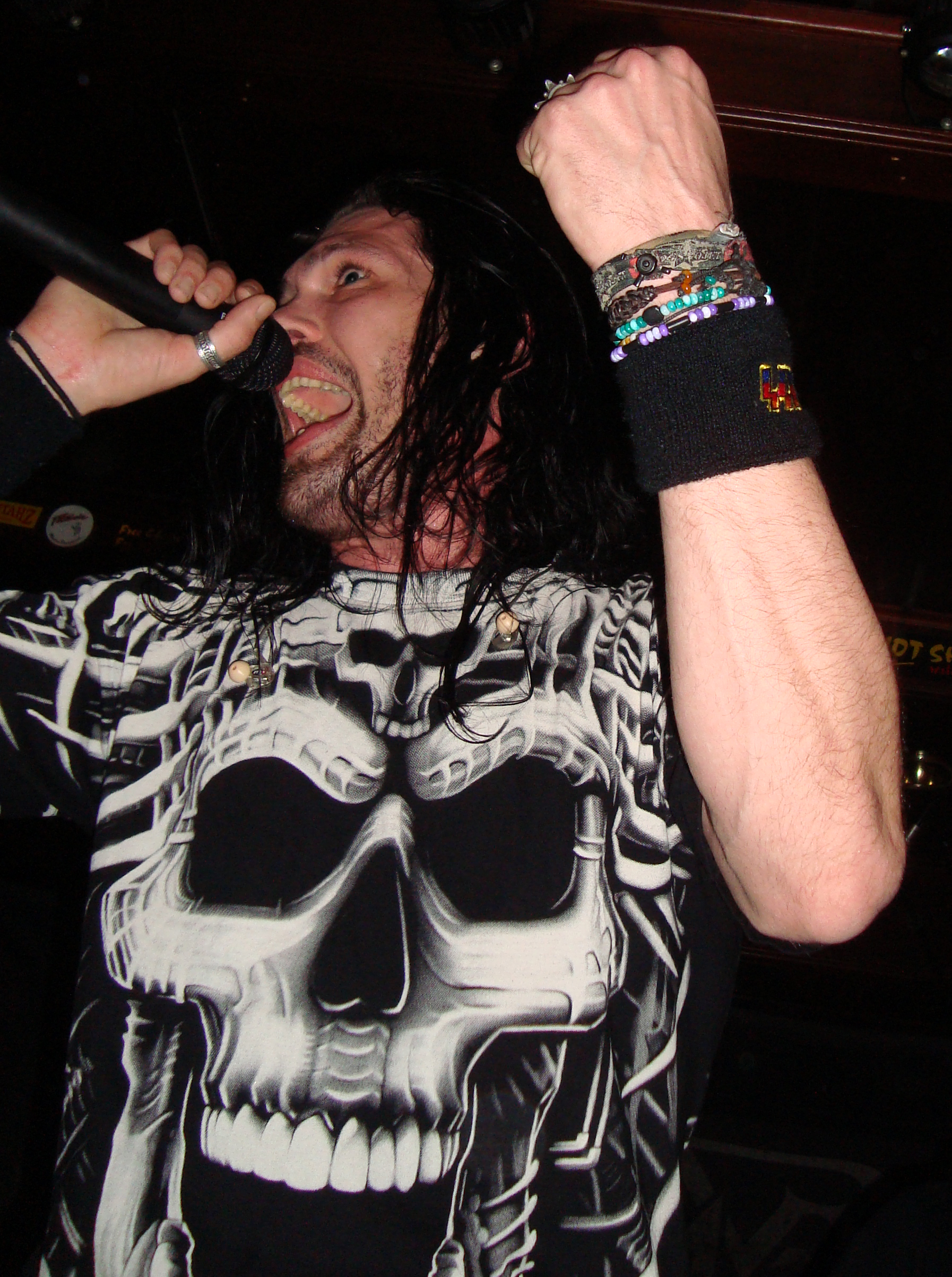
Lars Palmqvist mit Scar Symmetry in Avesta im April 2010

Die gestalterische und lyrische Ausrichtung wurde von Blomkvist festgelegt. Der inhaltliche Rahmen ist ein Konsequenter Bezug zum Mittelalter. Seine persönliche Begeisterung für das Mittelalter beruhe auf einer Romantisierung der Vergangenheit als ein „Zustand der Unschuld, in dem es noch Kontraste gab und der von Geheimnissen umgeben war.“ Dennoch sei ihm daran gelegen das Elend der Epoche darzustellen. Gerade die dunklen Aspekte ließen sich aus der Gegenwart mit „dem Nervenkitzel eines Horrorfilms“ konsumieren und genießen. Gerade diese Möglichkeit bedingt jedoch, dass die Texte „so menschlich wie möglich“ geschrieben wurden um die Empathie für die Menschen der Zeit zu wahren. Er wolle sofern möglich, die Dinge in der menschlichen Erfahrung festhalten, die die Menschen der Gegenwart mit jenen der Vergangenheit teilen. An der Ausgestaltung der Musik und Texte seien jedoch alle Mitglieder der Band beteiligt.

## Stil
Die Band Dautha spielt einen majestätischen und zumeist langsamen Epic Doom, der jenem der frühen Candlemass ähnele mit hinzugenommenen mittelalterlichen und folkloristischen Einflüssen. Insbesondere der häufige Einsatz einer Geige in mehreren Stücken fügt der Musik ein folkiges Element hinzu. Auch Choreinlagen wurden bewusst hinzugenommen um den mittelalterlichen Eindruck zu verstärken. So strebte die Band bei den Aufnahmen des Debüts bewusst nach einem warmen erdigen, organischen und dynamischen Klang, der nicht komprimiert oder steril wirke. An anderer Stelle wurde die Musik als Verschmelzung von Candlemass und My Dying Bride wahrgenommen. Der Rhythmus von Candlemass würde mit der Gothic-Metal-Sensibilität von My Dying Bride unterlegt. Dabei ergehe sich die Band im Zuge ihres eigenen Epic Doom in einem Doom-Metal-Eklektizismus durch die Nutzung eines auf Latein singenden Chors, drohender und wiederkehrende Riffs, von zäh bis stampfenden Rhythmen, schwermütigen Geigen und schwedischer Psalme. Blomkvist räumte den Einfluss von Candlemass als unumgänglich im Epic Doom ein. Bezogen auf Dautha seien „jedoch Folk, Neofolk und Mittelaltermusik genau so wichtig oder sogar noch wichtiger, wenn es um Einflüsse“ ginge, auch wenn diese nicht direkt im Klang wahrzunehmen seien.

## Diskografie
- 2016: Den förste (Demo, Selbstverlag, 2017: Ván Records)
- 2018: Brethren of the Black Soil (Album, Ván Records)